# Szegedi Civil Háló
A Szegedi Civil Háló egy szegedi progresszív civil közösség, amely a 2018-as fővárosi Mi vagyunk a többség demonstrációk szegedi szimpátiatüntetései után elindult közösségszervezés során jött létre.

## Története
A második alkalommal megrendezett szegedi tüntetés után a szervezők közösségszervezésbe kezdtek a demonstráció résztvevőit megcélozva. Ennek érdekében bejelentették, hogy a megmozdulások folytatásaként a szegedi Zöld Terasz közösségi térbe várják az alakuló közösséghez csatlakozni kívánókat. A szerveződés elsőként megfogalmazott céljai a helyben aktív polgárok összefogása, helyi ügyek képviselete, valamint viták szervezése, ez később szemléletformáló és kulturális rendezvényekkel egészült ki.
Első projektjük a Nyomtass te is! című hetilap szegedi mutációjának megalkotása és terjesztése volt, majd a Hadházy Ákos független országgyűlési képviselő által kezdeményezett, az Európai Ügyészséghez történő csatlakozás mellett kiálló aláírásgyűjtés szegedi megszervezése, melyen az LMP kivételével az összes ellenzéki párt helyi szervezetének egy képviselője támogatta a kezdeményezést. Ezen kívül a Független Diákparlamenttel együttműködve megtartották a diákképviselet 2018. őszi jelölt-toborzó rendezvényét, valamint csatlakoztak egy szegedi rendezvénnyel a Főnix Mozgalom „Világítson '56!” című megemlékező rendezvénysorozatához.
Ezt követően több szegedi civil- és ellenzéki demonstrációt szerveztek és támogattak. Többek között ilyen volt a Momentum Mozgalommal közösen a CEU és a tanszabadság mellett kiálló, a túlóratörvény, illetve a fővárosi Nagy Imre-szobor áthelyezése elleni, és az összes ellenzéki párttal és két további civil szervezettel megrendezett "Védjük meg Szegedet!" elnevezésű tüntetés.

## Tevékenysége
2018 decemberében elindították Gondolj másképp a jövőre! című szemléletformáló rendezvénysorozatukat, melynek megfogalmazott célja "félreértett társadalmi csoportokkal kapcsolatos előítéletek lebontása". Ennek első rendezvényén az LMBT-emberekről volt szó, és a Szegedi LMBT Közösségért Csoport képviselője volt a meghívott vendég.
2018 nyarán podcast-sorozatot indítottak témaHáló elnevezéssel, szemléletformáló és hírmagyarázó célokkal, amely jelenleg a SoundCloud-on és a YouTube-on érhető el.

## Kritikák
Miután a szervezet Facebook-oldalán megosztott egy tanároknak szóló fakultatív, LMBT-diákokkal kapcsolatos érzékenyítő tréningre való felhívást, majd erről beszámolt a szegedi kormányközeli média, Toroczkai László, a Mi Hazánk Mozgalom elnöke egy sajtónyilatkozatában „politikai nyomulásnak” nevezte a támogatást, mert szerinte ez „egy propaganda, amire semmi szükség az iskolákban”.

## További információ
- A Szegedi Civil Háló blogja